# Karl Maria Herrligkoffer
Karl Herrligkoffer (nacido como Karl Maria Herrligkoffer, el 12 de junio de 1916 en Schweinfurt y fallecido el 9 de septiembre de 1991 en Munich) fue un médico alemán y un pionero líder de expedición. Organizó entre 1953 y 1986 numerosas expediciones de Alemania y Austria hacia los ochomiles de las cordilleras de los Himalaya y Karakórum.

## Vida
Karl Herrligkoffer nació en 1916 en Schweinfurt. Sus padres fueron el inspector de ferrocarril Rudolf Herrligkoffer y su esposa Teresa, soltera de Merkl. Willy Merkl casi 16 años mayor, fue medio hermano de Karl. En 1920, la familia se trasladó a Traunstein. Karl asistió a la secundaria en Rosenheim. Cuando decidió ser médico y no un guardia forestal, según era el deseo de su padre, fue desheredado. Después de la secundaria estudió medicina desde 1935 hasta 1940 en la Universidad de Múnich y fue entonces asistente médico en Múnich. Durante la guerra trabajó en el Hospital de la Policía de Múnich, en 1946 fue médico de medicina general, y en 1948 ejerció en su propio consultorio en Múnich. De 1946 a 1951 estudió psicología paralelamente.

Herrligkoffer era el medio hermano de Willy Merkls, que había dirigido en 1934 la expedición alemana al Nanga Parbat en 1934 y había llegado allí con dos escaladores alemanes y seis sherpas, pero murieron en una tormenta de nieve. El espíritu del alpinismo lo continuó su medio hermano Herrligkoffer, y se centró como objetivo de su vida en la planificación, organización y gestión de los ascensos de los ochomiles. Se centró en la financiación y preparación, así como el funcionamiento de la expediciones desde el campo base. Él mismo nunca subió una de las altas cumbres.
Entre 1953 y 1975 solo el Nanga Parbat (8125 m.s.n.m) fue el blanco de sus expediciones ocho veces. El 3 de julio de 1953, tuvo éxito la primera ascensión del Nanga Parbat por la cara Norte por parte de Hermann Buhl en el contexto de la Expedición Memorial de Herrligkoffer "Willy-Merkl". En 1962 la Expedición Herrligkoffers logró el primer ascenso a través de la cara Diamir (pared oeste). La ascensión por la tercera cara del Nanga Parbat, la pared Rupal, un abismo de 4500 metros, se realizó en 1970 por el sur, bajo la orden de Herrligkoffers  en la Expedición Sigi Löw Memorial al Nanga Parbat. Durante esta expedición Günther Messner murió durante el descenso, después que junto con su hermano Reinhold Messner alcanzó la cumbre.
Incluso en los años 1971, 1972, 1973 y 1975 Herrligkoffer condujo expediciones en el Himalaya. En 1974, 1976 y 1977 viajó por el Ártico. En 1978 dirigió una expedición al Everest, con siete escaladores, entre ellos los alemanes Hillmaier, Engl y Mack, alcanzaron la cumbre. En 1986, dirigió personalmente por última vez durante su cumpleaños 70 una expedición a las montañas del Karakórum a K2.

## Recepción
Karl Maria Herrligkoffer fue controvertido con respecto a su estilo de liderazgo autoritario como se describe en las historias de las expediciones. Los conflictos también se produjeron por los derechos de explotación. Por lo tanto Herrligkoffer se había asegurado todos los derechos de explotación en el período previo a una expedición. La oposición a esta práctica, algunos de parte de Hermann Buhl y Reinhold Messner (con sus propias publicaciones sobre su experiencia en la montaña con Herrligkoffer), dio lugar a largos procesos judiciales en las que ganó Herrligkoffer.
La afirmación de que Herrligkoffer había prohibido a Hermann Buhl llegar a la cumbre en 1953, demostrando así su incompetencia como líder de expedición, se pone en perspectiva en vista del hecho de que Buhl solo pudo sobrevivir a su empresa con gran suerte y Herrligkoffer corrió el riesgo de ser relegado a la corresponsabilidad con el esfuerzo solitario de Buhl. Hans Ertl dedicó esta expedición con la película documental Nanga Parbat.

"Sea lo que fuere, fue una persona extraordinaria. Te gustaba o fuiste repelido por él. Sus tres grandes pasiones eran las jóvenes alumnas de medicina, la organización de las expediciones y los procesos en marcha. Básicamente, todos le debemos mucho, especialmente Reinhold Messner, que estaba a espaldas del 'Rolling Stone', el Popclimber".
Hans Saler: Entre la luz y la sombra

La presentación de la personalidad de Herrligkoffers en la película Nanga Parbat en 2010 del director Joseph Vilsmaier, encarnado por el actor Karl Markovics, provocó que su hijo Klaus Herrligkoffers lo sintiera como un insulto y difamación, por lo que exigió públicamente una disculpa a la compañía de producción.

## Literatura (Selección)
- Karl M. Herrligkoffer: Nanga Parbat. Ullstein, Berlín 1967.
- Karl M. Herrligkoffer: Mein Weg in den Himalaya.  Pietsch, Stuttgart, 1989.
- Karl M. Herrligkoffer, Lehmann: Nanga Parbat 1953. Lehmann, München 1954.
- Karl M. Herrligkoffer: Sieg am Kanchenjunga. Die deutsche Erstbesteigung. Droemer Knaur, München 1983, ISBN 3426037165
- Karl M. Herrligkoffer: Abschied vom Himalaya. Erfolg und Tragik am K2 und Broad Peak. Bayerland, Dachau 1989, ISBN 3892510296.
- Horst Höfler, Reinhold Messner: Karl Maria Herrligkoffer. Besessen, sieghaft, umstritten. AS, Zürich 2001, ISBN 3905111659.